# ЧС6
ЧС6 — чехословацький пасажирський електровоз постійного струму, тип 6.

## Історія
Бажання підвищити пропускну спроможність залізниць за рахунок зменшення числа поїздів та збільшення кількості вагонів, стало поштовхом до створення нового електровоза з більшою силою тяги на базі електровоза ЧС200. Таким електровозом став ЧС6, побудований в 1979 році (заводська серія 50E1). Спочатку серію хотіли назвати ЧС160 за прийнятою для нього максимальної швидкості 160 км/год.
Основними відмінностями нового електровоза від (ЧС200) стали:
- Зміна передавального числа редуктора на 79:38 (2,079 замість 1,786), що призвело до зменшення максимальної швидкості з одночасним збільшенням сили тяги;
- Наявність бандажів коліс;
- Інші струмоприймачі (як на електровозах ЧС2Т);
- Відсутність спеціальної локомотивної сигналізації АЛС-200.

В 1979 році була випущена серія з 10 таких локомотивів. В 1981 році було випущено ще 20 електровозів ЧС6, які відрізнялися конструкцією окремих апаратів, електричними з'єднаннями між секціями і наявністю другого прожектора на даху (заводський тип 50E2).
Спочатку локомотиви успішно працювали в локомотивному депо Ленінград-Пасажирський-Московський проте надалі частину електровозів передали до локомотивного депо Туапсе, але через гірський профіль колії вони не могли вийти на нормальний режим роботи та експлуатувалися на знижених швидкостях з невисокою ефективністю. Через деякий час всі електровози ЧС6 були повернуті в Санкт-Петербург, де працюють станом на 2012-й рік, обслуговуючи пасажирські лінії Санкт-Петербург - Москва, Санкт-Петербург - Хельсінкі, Санкт-Петербург - Вологда, Санкт-Петербург - Мурманськ та ін. 